# Canoagem nos Jogos Pan-Americanos de 2023 - K-1 1000 m masculino
A competição do K-1 1000 m masculino da canoagem nos Jogos Pan-Americanos de 2023 foi disputada entre 2 e 4 de novembro de 2023 na Lagoa Grande, em San Pedro de la Paz. Um total de 15 canoístas de 14 Comitês Olímpicos Nacionais (CON) participaram do evento.

## Calendário
Horário local (UTC−3).
| Data          | Hora  | Fase          |
| ------------- | ----- | ------------- |
| 2 de novembro | 9:00  | Eliminatórias |
| 2 de novembro | 11:00 | Semifinais    |
| 4 de novembro | 9:00  | Final B       |
| 4 de novembro | 9:10  | Final A       |

## Medalhistas
| Ouro   | ARG Agustín Vernice |
| Prata  | USA Jonas Ecker     |
| Bronze | ARG Valentín Rossi  |

## Resultados

### Eliminatórias
Os dois primeiros de cada bateria se classificam à Final A e os restantes disputam as semifinais.
Bateria 1
| Pos. | Canoísta            | CON                      | Tempo   | Notas |
| ---- | ------------------- | ------------------------ | ------- | ----- |
| 1    | Agustín Vernice     | ARG Argentina            | 3:38.33 | FA    |
| 2    | Matías Otero        | URU Uruguai              | 3:47.65 | FA    |
| 3    | Daniel Ledesma      | MEX México               | 3:49.68 | SF    |
| 4    | Reyler Patterson    | CUB Cuba                 | 3:58.33 | SF    |
| 5    | Amado Cruz          | BIZ Belize               | 3:58.58 | SF    |
| 6    | Miguel Valencia     | CHI Chile                | 3:59.23 | SF    |
| 7    | Esteven Hidalgo     | PER Peru                 | 4:02.67 | SF    |
| 8    | José Miguel Jiménez | DOM República Dominicana | 4:26.34 | SF    |

Bateria 2
| Pos. | Canoísta          | CON                   | Tempo   | Notas |
| ---- | ----------------- | --------------------- | ------- | ----- |
| 1    | Valentín Rossi    | ARG Argentina         | 3:40.58 | FA    |
| 2    | Jonas Ecker       | USA Estados Unidos    | 3:42.45 | FA    |
| 3    | Cameron Low       | CAN Canadá            | 3:46.44 | SF    |
| 4    | Roberto Maehler   | BRA Brasil            | 3:47.17 | SF    |
| 5    | Ray Acuña         | VEN Venezuela         | 4:08.78 | SF    |
| 6    | Eddy Barranco     | PUR Porto Rico        | 4:10.03 | SF    |
| 7    | Nicholas Robinson | TTO Trinidad e Tobago | 4:23.27 | SF    |

### Semifinais
Os dois primeiros de cada bateria semifinal se classificam à Final A e os restantes disputam a Final B (fora da chance por medalhas).
Semifinal 1
| Pos. | Canoísta        | CON           | Tempo   | Notas |
| ---- | --------------- | ------------- | ------- | ----- |
| 1    | Daniel Ledesma  | MEX México    | 3:50.39 | FA    |
| 2    | Roberto Maehler | BRA Brasil    | 3:52.49 | FA    |
| 3    | Miguel Valencia | CHI Chile     | 3:56.18 | FB    |
| 4    | Ray Acuña       | VEN Venezuela | 3:56.53 | FB    |
| 5    | Esteven Hidalgo | PER Peru      | 4:00.75 | FB    |

Semifinal 2
| Pos. | Canoísta            | CON                      | Tempo   | Notas |
| ---- | ------------------- | ------------------------ | ------- | ----- |
| 1    | Cameron Low         | CAN Canadá               | 3:47.13 | FA    |
| 2    | Reyler Patterson    | CUB Cuba                 | 3:56.50 | FA    |
| 3    | Amado Cruz          | BIZ Belize               | 3:56.51 | FB    |
| 4    | Eddy Barranco       | PUR Porto Rico           | 4:02.78 | FB    |
| 5    | Nicholas Robinson   | TTO Trinidad e Tobago    | 4:19.10 | FB    |
| 6    | José Miguel Jiménez | DOM República Dominicana | 4:19.88 | FB    |

### Finais
As finais definem as posições de todos os canoístas. Na Final A são decididos os medalhistas.
Final B
| Pos. | Canoísta            | CON                      | Tempo   | Notas |
| ---- | ------------------- | ------------------------ | ------- | ----- |
| 9    | Amado Cruz          | BIZ Belize               | 3:51.69 |       |
| 10   | Miguel Valencia     | CHI Chile                | 3:51.88 |       |
| 11   | Eddy Barranco       | PUR Porto Rico           | 3:53.49 |       |
| 12   | Esteven Hidalgo     | PER Peru                 | 3:%4.96 |       |
| 13   | Ray Acuña           | VEN Venezuela            | 3:56.32 |       |
| 14   | José Miguel Jiménez | DOM República Dominicana | 4:14.05 |       |
| 15   | Nicholas Robinson   | TTO Trinidad e Tobago    | 4:15.69 |       |

Final A
| Pos.              | Canoísta         | CON                | Tempo   | Notas |
| ----------------- | ---------------- | ------------------ | ------- | ----- |
| Medalha de ouro   | Agustín Vernice  | ARG Argentina      | 3:29.73 |       |
| Medalha de prata  | Jonas Ecker      | USA Estados Unidos | 3:34.25 |       |
| Medalha de bronze | Valentín Rossi   | ARG Argentina      | 3:35.49 |       |
| 4                 | Matías Otero     | URU Uruguai        | 3:40.03 |       |
| 5                 | Daniel Ledesma   | MEX México         | 3:41.68 |       |
| 6                 | Cameron Low      | CAN Canadá         | 3:44.69 |       |
| 7                 | Roberto Maehler  | BRA Brasil         | 3:48.46 |       |
| 8                 | Reyler Patterson | CUB Cuba           | 3:56.59 |       |